# Alabama State Route 116
Die Alabama State Route 116 (kurz AL 116) ist eine in Ost-West-Richtung verlaufende State Route im US-Bundesstaat Alabama.
Die State Route beginnt an der Alabama State Route 17 nördlich von Emelle und endet bei Gainesville an der Alabama State Route 39.

## Geschichte
Zwischen 1947 und 1955 verlief die AL 116 zunächst zwischen Cottondale und Bucksville im Tuscaloosa County. Diese Strecke wurde aber 1955 zur County Route 28 heruntergestuft. Acht Jahre später wurde die Nummer 116 im Jahr 1963 wieder vergeben und ersetzte die County Route 26. Seitdem gab es keine Veränderungen mehr im Verlauf.